# Collegio di Thirsk and Malton
Thirsk and Malton è un collegio elettorale inglese della Camera dei comuni del Parlamento del Regno Unito, situato nel North Yorkshire, nella regione dello Yorkshire e Humber. Elegge un membro del Parlamento con il sistema maggioritario a turno unico. Il rappresentante del collegio dal 2015 è il conservatore Kevin Hollinrake.

## Storia

### Dal 2010
Anne McIntosh, conservatrice, fu eletta nel collegio di Vale of York nel 1997, e in seguito a Thirsk and Malton nel 2010, avendo sconfitto il collega di partito John Greenway nella selezione; McINtosh aveva lavorato per sei anni come consigliere politico per i Democratici Europei a Bruxelles, e in seguito vinse le elezioni per divenire europarlamentare per due mandati. Dal 2010 presiedette il Comitato per l'Ambiente, l'Alimentazione e gli Affari Rurali alla Camera dei comuni, ma nel 2014 venne fatta decadere da candidato conservatore.

### Storia politica
Tradizionalmente un seggio assicurato per i conservatori, il collegio predecessore di Ryedale (abolito nel 2010) fu conquistato da Elizabeth Shields, del Partito Liberale in un'elezione suppletiva nel 1986, tenutasi dopo la morte del deputato John Spence; Shields rappresentò il collegio per circa un anno, fino alle elezioni generali del 1987.
Thirsk and Malton era stato il nome per un collegio già esistito tra il 1885 ed il 1983.

## Estensione

Thirsk and Malton dal 2010 al 2024

Dal 2010 al 2024 il collegio comprendeva il distretto di Ryedale, i ward del distretto di Hambleton di Easingwold, Helperby, Huby and Sutton, Shipton, Sowerby, Stillington, Thirsk, Thorntons, Tollerton, Topcliffe, White Horse e Whitestonecliffe, e i ward del borgo of Scarborough di Filey e Hertford.
Dal 2024 comprende i ward del distretto di Hambleton di Bagby and Thorntons; Bedale; Sowerby and Topcliffe; Tanfield e Thirsk; i ward del distretto di Ryedale di Amotherby; Ampleforth; Cropton; Dales; Derwent; Helmsley; Hovingham; Kirkbymoorside; Malton; Norton East; Norton West; Pickering East; Pickering West; Rillington; Ryedale South West; Sherburn; Sheriff Hutton; Sinnington; Thornton Dale Ryedale e Wolds; e i ward del borgo di Scarborough di Filey e Hunmanby.

## Profilo
Il collegio comprende Pickering e parte degli North York Moors (la parte meridionale), un misto di picchi e colline facenti parte del Parco Nazionale; la parte costiera è rappresentata da Filey, dove i Moors incontrano il mare, con le sue pittoresche baie presso Scarborough.
I disoccupati, nel novembre 2012, erano molto al di sotto della media nazionale, con il 2,3% contro il 3,8% nazionale, dati basati su una statistica di The Guardian.

## Membri del Parlamento
| Elezione | Elezione         | Deputato      | Partito      |
| -------- | ---------------- | ------------- | ------------ |
|          | 2010             | Anne McIntosh | Conservatore |
| 2015     | Kevin Hollinrake |               | Conservatore |

## Risultati elettorali

### Elezioni negli anni 2020
| Partito                    | Partito                                   | Candidato                  | Risultati 4 luglio 2024 | Risultati 4 luglio 2024 |
| Partito                    | Partito                                   | Candidato                  | Voti                    | %                       |
| -------------------------- | ----------------------------------------- | -------------------------- | ----------------------- | ----------------------- |
|                            | Conservatore                              | Kevin Hollinrake           | 19 544                  | 39,25                   |
|                            | Laburista                                 | Lisa Banes                 | 11 994                  | 24,09                   |
|                            | Reform UK                                 | Mark Robinson              | 8 963                   | 18,00                   |
|                            | Lib Dem                                   | Steve Mason                | 5 379                   | 10,80                   |
|                            | Verdi                                     | Richard McLane             | 2 986                   | 6,00                    |
|                            | Yorkshire                                 | Luke Brownlee              | 931                     | 1,87                    |
|                            |                                           |                            |                         |                         |
| Iscritti                   | Iscritti                                  | Iscritti                   | 78 484                  | 100,00                  |
| ↳ Votanti (% su iscritti)  | ↳ Votanti (% su iscritti)                 | ↳ Votanti (% su iscritti)  | 49 797                  | 63,45                   |
| ↳ Astenuti (% su iscritti) | ↳ Astenuti (% su iscritti)                | ↳ Astenuti (% su iscritti) | 28 687                  | 36,55                   |
|                            |                                           |                            |                         |                         |
|                            | Esito: collegio confermato a Conservatore |                            |                         |                         |

### Elezioni negli anni 2010
| Partito                    | Partito                                   | Candidato                  | Risultati 12 dicembre 2019 | Risultati 12 dicembre 2019 |
| Partito                    | Partito                                   | Candidato                  | Voti                       | %                          |
| -------------------------- | ----------------------------------------- | -------------------------- | -------------------------- | -------------------------- |
|                            | Conservatore                              | Kevin Hollinrake           | 35 634                     | 62,97                      |
|                            | Laburista                                 | David Yellen               | 10 480                     | 18,52                      |
|                            | Lib Dem                                   | Dinah Keal                 | 6 774                      | 11,97                      |
|                            | Verdi                                     | Martin Brampton            | 2 263                      | 4,00                       |
|                            | Yorkshire                                 | John Hall                  | 881                        | 1,56                       |
|                            | Indipendente                              | Steve Mullins              | 245                        | 0,43                       |
|                            | Indipendente                              | Gordon Johnson             | 184                        | 0,33                       |
|                            | Social Democratico                        | Michael Taylor             | 127                        | 0,22                       |
|                            |                                           |                            |                            |                            |
| Iscritti                   | Iscritti                                  | Iscritti                   | 80 979                     | 100,00                     |
| ↳ Votanti (% su iscritti)  | ↳ Votanti (% su iscritti)                 | ↳ Votanti (% su iscritti)  | 56 588                     | 69,88                      |
| ↳ Astenuti (% su iscritti) | ↳ Astenuti (% su iscritti)                | ↳ Astenuti (% su iscritti) | 24 391                     | 30,12                      |
|                            |                                           |                            |                            |                            |
|                            | Esito: collegio confermato a Conservatore |                            |                            |                            |

| Partito                    | Partito                                   | Candidato                  | Risultati 8 giugno 2017 | Risultati 8 giugno 2017 |
| Partito                    | Partito                                   | Candidato                  | Voti                    | %                       |
| -------------------------- | ----------------------------------------- | -------------------------- | ----------------------- | ----------------------- |
|                            | Conservatore                              | Kevin Hollinrake           | 33 572                  | 60,03                   |
|                            | Laburista                                 | Alan Avery                 | 14 571                  | 26,05                   |
|                            | Lib Dem                                   | Di Keal                    | 3 859                   | 6,90                    |
|                            | UKIP                                      | Toby Horton                | 1 532                   | 2,74                    |
|                            | Verdi                                     | Martin Brampton            | 1 100                   | 1,97                    |
|                            | Liberale                                  | John Clark                 | 753                     | 1,35                    |
|                            | Indipendente                              | Philip Tate                | 542                     | 0,97                    |
|                            |                                           |                            |                         |                         |
| Iscritti                   | Iscritti                                  | Iscritti                   | 78 662                  | 100,00                  |
| ↳ Votanti (% su iscritti)  | ↳ Votanti (% su iscritti)                 | ↳ Votanti (% su iscritti)  | 55 929                  | 71,10                   |
| ↳ Astenuti (% su iscritti) | ↳ Astenuti (% su iscritti)                | ↳ Astenuti (% su iscritti) | 22 733                  | 28,90                   |
|                            |                                           |                            |                         |                         |
|                            | Esito: collegio confermato a Conservatore |                            |                         |                         |

| Partito                    | Partito                                   | Candidato                  | Risultati 7 maggio 2015 | Risultati 7 maggio 2015 |
| Partito                    | Partito                                   | Candidato                  | Voti                    | %                       |
| -------------------------- | ----------------------------------------- | -------------------------- | ----------------------- | ----------------------- |
|                            | Conservatore                              | Kevin Hollinrake           | 27 545                  | 52,60                   |
|                            | Laburista                                 | Alan Avery                 | 8 089                   | 15,45                   |
|                            | UKIP                                      | Toby Horton                | 7 805                   | 14,90                   |
|                            | Lib Dem                                   | Di Keal                    | 4 703                   | 8,98                    |
|                            | Verdi                                     | Chris Newsam               | 2 404                   | 4,59                    |
|                            | Liberale                                  | John Clark                 | 1 127                   | 2,15                    |
|                            | Indipendente                              | Philip Tate                | 692                     | 1,32                    |
|                            |                                           |                            |                         |                         |
| Iscritti                   | Iscritti                                  | Iscritti                   | 77 463                  | 100,00                  |
| ↳ Votanti (% su iscritti)  | ↳ Votanti (% su iscritti)                 | ↳ Votanti (% su iscritti)  | 52 365                  | 67,60                   |
| ↳ Astenuti (% su iscritti) | ↳ Astenuti (% su iscritti)                | ↳ Astenuti (% su iscritti) | 25 098                  | 32,40                   |
|                            |                                           |                            |                         |                         |
|                            | Esito: collegio confermato a Conservatore |                            |                         |                         |

| Partito                    | Partito                                         | Candidato                  | Risultati 6 maggio 2010 | Risultati 6 maggio 2010 |
| Partito                    | Partito                                         | Candidato                  | Voti                    | %                       |
| -------------------------- | ----------------------------------------------- | -------------------------- | ----------------------- | ----------------------- |
|                            | Conservatore                                    | Anne McIntosh              | 20 167                  | 52,87                   |
|                            | Lib Dem                                         | Howard Keal                | 8 886                   | 23,30                   |
|                            | Laburista                                       | Jonathan Roberts           | 5 169                   | 13,55                   |
|                            | UKIP                                            | Toby Horton                | 2 502                   | 6,56                    |
|                            | Liberale                                        | John Clark                 | 1 418                   | 3,72                    |
|                            |                                                 |                            |                         |                         |
| Iscritti                   | Iscritti                                        | Iscritti                   | 76 284                  | 100,00                  |
| ↳ Votanti (% su iscritti)  | ↳ Votanti (% su iscritti)                       | ↳ Votanti (% su iscritti)  | 38 142                  | 50,00                   |
| ↳ Astenuti (% su iscritti) | ↳ Astenuti (% su iscritti)                      | ↳ Astenuti (% su iscritti) | 38 142                  | 50,00                   |
|                            |                                                 |                            |                         |                         |
|                            | Esito: collegio a Conservatore (nuovo collegio) |                            |                         |                         |

## Risultati dei referendum

### Referendum sulla permanenza del Regno Unito nell'Unione europea del 2016
|             | Collegio          | Lasciare UE % | Rimanere in UE % |
| ----------- | ----------------- | ------------- | ---------------- |
|             | Thirsk and Malton | 56,4%         | 43,6%            |
| Inghilterra | 53,3%             | 46,7%         |                  |
| Regno Unito | 51,9%             | 48,1%         |                  |